# Łukasz Kosiński
Łukasz Kosiński (ur. 1983 w Skierniewicach) – polski matematyk, profesor nauk matematycznych. Specjalizuje się w analizie zespolonej. Profesor zwyczajny w Katedrze Analizy Matematycznej Instytutu Matematyki Wydziału Matematyki i Informatyki Uniwersytetu Jagiellońskiego.

## Życiorys
Matematykę ukończył na Uniwersytecie Jagiellońskim w 2007 (praca magisterska pt. Odwzorowania holomorficzne właściwe między specjalnymi klasami obszarów, została wyróżniona pierwszą nagrodą w konkursie im. J. Marcinkiewicza na najlepszą pracę magisterską). Stopień doktorski uzyskał po trzech latach (2010) broniąc pracy pt. Geometryczna teoria funkcji w specjalnych klasach obszarów, przygotowanej pod kierunkiem Włodzimierza Zwonka. Staż podoktorski odbył w 2014 na francuskojęzycznym Uniwersytecie Laval w Quebecu (Kanada), pod kierunkiem prof. Ransforda. Habilitował się na macierzystej uczelni w 2016 na podstawie oceny dorobku naukowego i publikacji „Interpolacyjne problemy Nevalliny-Picka”.
Swoje prace publikował w takich czasopismach jak m.in. „Journal of Geometric Analysis”, „Proceedings of the American Mathematical Society”, „Complex Analysis and Operator Theory”, „Michigan Mathematical Journal” oraz „Advances in Geometry”.
Należy do Polskiego Towarzystwa Matematycznego (PTM). W 2010 został uhonorowany nagrodą PTM dla młodych matematyków „za cykl prac dotyczących odwzorowań holomorficznych obszarów Reinharda i odwzorowań właściwych tetrabloku”.